# Edosa tyrannica
Edosa tyrannica är en fjärilsart som beskrevs av Edward Meyrick 1893. Edosa tyrannica ingår i släktet Edosa och familjen äkta malar. Inga underarter finns listade i Catalogue of Life.